# Calle 174 (línea White Plains Road)
Calle 174 es una estación en la línea White Plains Road del Metro de Nueva York de la división A del Interborough Rapid Transit Company (IRT). La estación se encuentra localizada en West Farms, Bronx entre la Calle 174 Este y Boston Road. La estación es utilizada por los servicios  y . 